# Peppino di Capri
Peppino di Capri ( Capri, 27. srpnja 1939. - ) pravim imenom Giuseppe Faiella, je  talijanski pjevač, skladatelj, i pijanist.

## Karijera
Peppino je rođen u glazbenoj obitelji, njegov djed bio je glazbenik u lokalnom orkestru iz Caprija, a otac mu je posjedovao dućan s pločama i glazbenim instrumentima i svirao je u slobodno vrijeme; saksofon, klarinet, violončelo i kontrabas u lokalnom orkestru. Tako se i Peppino se počeo baviti glazbom vrlo rano, učio je svirati piano.  S prijateljem Ettoreom Falconierijem osnovao je Duo Caprese 1956., i zabavljao turiste i američke vojnike stacionirane na otoku Capri s repertoarom jazz standarda. 
1958. s Falconierijem na bubnjevima, Pinom Amenteom na basu, Mariom Cencijem na gitari i Gabrieleom Varanom na saksofonu osnovao je sastav I Rockers. Tada je promijenio i ime jer se njegov sastav nazvao Peppino Di Capri e i suoi Rockers.
Iste te 1958. izadali su prvu singl ploču Let me cry/You're divine dear, a zatim L'autunno non è triste/Mambo alfabetico. Treća ploča bila je treća sreća 1958. snimili su singl s pjesmama; Malatia i Nun è Peccato (na napoletanskom jeziku). Ploča je požnjela veliki uspjeh i Peppino je proveo sljedeću godinu na turnejama. Nakon toga izdao je seriju uspješnica, većinom su to bili prepjevi američkih rock'n'roll i twist pjesama (kuriozum je da je dio stihova Peppino pjevao na engleskom jeziku a dio na talijanskom ili napoletanskom). Peppino je bio promotor twista u Italiji, osobito su bile popularne njegove pjesme Saint Tropez Twist (1962.) i Let's Twist Again (pjesma u originalnoj verziji Chubby Checkera),  tako je Pepinno postao talijanska twista zvijezda.
1965. Pepinno i njegov sastav bili su predgrupa Beatlesa na njihovoj velikoj talijanskoj turneji. Nakon toga Peppino i njegov sastav, pokušali su proboj na svjetskom tržištu lakih nota, taj njihov napor nije baš urodio plodom, osim u Brazilu ( gdje su doživjeli dobar prijam) zahvaljujući velikoj zajednici talijanskih emigranata.
Od 1970.-tih  Peppino je počeo mijenjati glazbeni stil i počeo pjevati za ozbiljniju publiku, i puno složenije skladbe sa svojim novim sastavom  New Rockers. Ova promjena urodila je plodom, 1973. pobijedio je na Festivalu Sanremo  sa skladbom Un grande amore e niente più. Te iste godine objavio je skladbu Champagne, koja je postala također veliki hit i to ne samo u Italiji, već i u; Njemačkoj, Španjolskoj i Brazilu.
Ponovo je pobijedio na Sanremu 1976., sa skladbom Non lo faccio più. 1991., predstavljao je Italiju na Eurosongu, zauzevši 7 mjesto skladbom Comme È Ddoce 'O Mare, pjesmom otpjevanom na napoletanskom talijanskom jeziku.
Uz pjevačicu Milvu, Peppino di Capri je najviše puta nastupio na Sanremu - ukupno 15 puta. Posljednji put nastupio je 2005.,pjevajući pjesmu La Panchina.

## Vanjske poveznice
- Službene stranice Peppina di Capria